# Curucok Timur
Curucok Timur is een bestuurslaag in het regentschap Pidie van de provincie Atjeh, Indonesië. Curucok Timur telt 266 inwoners (volkstelling 2010).